# فضاء لوني

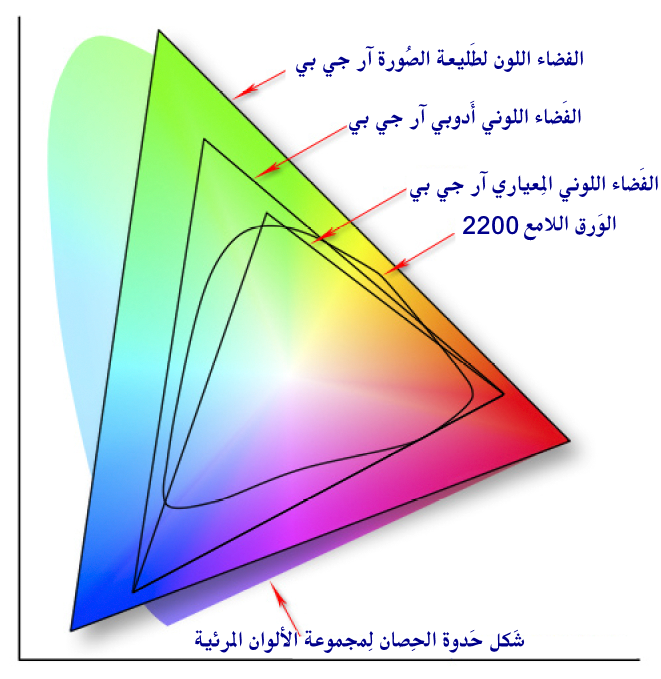
مقارنة بين طيف الألوان المحتواة في بعض الفضاءات اللونية.

الفضاء اللوني هو تنظيم محدد للألوان. وبالاقتران مع ملفات تعريف اللون المدعومة من قبل مختلف الأجهزة المادية، فإن الفضاء اللوني يدعم تمثيلات الألوان القابلة لإعادة الإنتاج - سواء كان هذا التمثيل تماثليًأ أو رقميًا. وقد يكون الفضاء اللوني عشوائيًا، أي أنه مكون من ألوان لمجموعة من العينات اللونية المادية مع أسماء ألوان معينة (بما في ذلك الأرقام المتفردة، كما هو الحال في مجموعة بانتون على سبيل المثال)، أو منظمًا تنظيمًا رياضيًا دقيقًا، كما هو الحال مع نظام NCS أو أدوبي آر جي بي أو النموذج اللوني المعياري أحمر أخضر أزرق). يُعد الفضاء اللوني أداة مفاهيمية مفيدة لفهم الإمكانيات أو المقدرات اللونية لجهاز أو ملف رقمي محدد. فعند محاولة إعادة إنتاج الألوان على جهاز آخر، يمكن للفضاءات اللونية أن توضح ما إذا كان من الممكن الحفاظ على تفاصيل الظلال وتشبع الألوان، وإلى أي مدى سيتم المساس بأي منها.
النموذج اللوني هو نموذج رياضي نظري يصف طريقة تمثيل الألوان بمجموعة من القيم العددية أو «مركبات اللون» (مثلا النموذج اللوني أحمر أخضر أزرق والنموذج اللوني سيان قرمزي أصفر أسود). ولكن إذا لم يكن للفضاء اللوني تابع يحوله إلى فضاء لوني مطلق، فإنه نظام لوني كيفي اعتباطي بدون أي ارتباط بنظام مفهوم لتفسير اللون.
إن إضافة تابع محدد يربط بين النموذج اللوني وفضاء لوني محدد يعطي منطقة محددة من الفضاء اللوني. وتسمى هذه المنطقة بالسلسلة اللونية. وهذه السلسلة اللونية بالاشتراك مع النموذج اللوني تعرف فضاء لونيا جديدا. مثلا، أدوبي ح خ ز (Adobe RGB)، والنموذج اللوني المعياري أحمر أخضر أزرق (sRGB) هما فضاءان لونيان مطلقان وكلاهما معتمدان على النموذج اللوني أحمر أخضر أزرق.
إضافة وظيفة رسم الخرائط بين نموذج لوني ولون إشارة معينة في الفضاء ينتج بتحديد «البصمة» ضمن فضاء اللون المشار إليه. هذه «البصمة» معروفة كمجموعة كاملة، وفي تركيبة مع نموذج اللون، تحدد لون الفضاءالجديد. على سبيل المثال، يعد كل من أدوبي آر جي بي و sRGB  فضاءين لونين مطلقين مختلفين، وكلاهما يعتمد على نموذج RGB. عند تعريف فضاء لوني، يُعتبر المعيار المرجعي المعتاد هو الفضاء اللوني CIELAB  أو الفضاء اللوني CIEXYZ، واللذان تم تصميمهما خصيصًا ليشملا جميع الألوان التي يمكن للإنسان العادي رؤيتها.
بالمعنى العلمي للتعريف أعلاه، يمكن تعريف مساحات اللون من دون استخدام نموذج اللون. هذه المساحات، مثل بانتون، هي في الواقع مجموعة معينة من الأسماء أوالأرقام التي تُحدد بوجود مجموعة مقابلة من الألوان المادية. تركزهذه المقالة على المفهوم الرياضي للنموذج.
يمكن تعريف الفضاءات اللونية بدون استخدام نموذج لوني. هذه الفضاءات، مثل بانتون، هي في الحقيقة مجموعة محددة من الأسماء أو الأرقام المحددة بشرائح ملونة.

## المفهوم
يمكن إنشاء مجموعة واسعة من الألوان من خلال الألوان الأساسية مطروح من الصباغ (سماوي (C)، البنفسجي (M) والأصفر(Y)، والأسود (K)). تلك الألوان تحدد مساحة لون محدد. لإنشاء شكل الأبعاد لمساحة اللون، يمكننا تعيين مقدار اللون الأرجواني على محور X، وكمية من السماوي على المحورY، ومقدارالأصفر إعلى المحور Zلها. الـ 3D (الثلاثي الأبعاد) الناتج وضع فريد لكل الألوان الممكنة التي يمكن أن تنشأ من خلال الجمع بينهذه الأصباغ الثلاثة.
ومع ذلك، ليس هذا هو لون الفضاءالوحيد الممكن.على سبيل المثال، عندمايتم عرض الألوان على شاشةالكمبيوتر، وأنها عادة ما يكون فضاء اللون محدد فيRGB (الأحمر والأخضر والأزرق). وهناك طريقة أخرى لصنع تقريبا نفس الألوان (محددة بالاستنساخ المتوسط، مثل الفوسفور (CRT) أوالفلاتر والإضاءة الخلفية (LCD))، والأحمر والأخضر والأزرق ويمكن اعتبار مثل X،YوZ محاور.
طريقة أخرى لجعل نفس الألوان هو استخدام Hue بهم (X محور) والتشبع (Y محور)، وقيمة اللمعان (Zالمحور). وهذا ما يسمى مساحة اللونHSV. العديد من المساحات اللون يمكن أن تظهر القيم ثلاثية الأبعاد (X، Y، Z)في هذه الطريقة، ولكن بعضهاأكثر، أو أقل الأبعاد، وبعض، مثل بانتون، لايمكن أن تظهر بهذه الطريقة على الإطلاق.

## تحويل
تحويل لون الفضاء هو ترجمة لتمثيل لونا من أساس أحد إلى آخر. ويحدث هذا عادة في سياق تحويل الصورة التي تتمثل في مساحة لون واحد إلى الفضاء لون آخر، والهدف من ذلك هو جعل الصورة المترجمة تظهر مشابهة للصورة الأصلية قدر الإمكان.

## نماذج الألوان عامة
RGB يستخدم بإضافة خلط للألوان، لأنه يصف ما هو النوع من احتياجات الضوء.
يضاف ضوء معا لخلق شكل للخروج من الظلام. RGB يخزن القيم الفردية للأحمر والأخضر والأزرق.RGBAهوRGB مع قناة إضافية، ألفا، لتظهرالشفافية.
مساحات الألوان الشائعة تعتمد على نموذجRGB وتشمل sRGB، أدوبي RGB وProPhotoRGB.
CMYKيستخدم اللون المخلوط المستخدم في عملية الطباعة، لأنه يصف ما هو نوع الأحبارالتي يجب أن تطبق حتى ينعكس الضوء من خلال المصدر ومن خلال الأحبار المنتجة للون معين.واحد يبدأ مع الركيزة الأبيض (قماش، الصفحات، الخ)، ويستخدم الحبر لطرح اللون من الأبيض إلى خلق صورة. CMYK يخزن القيم الحبر السماوي والأرجواني والأصفر والأسود.هناك العديد من مساحات اللون CMYK لمجموعات مختلفة من الأحبار وركائز، وخصائص الصحافة (التي تغير بنقطة أو تغيير وظيفة لكل الحبر وبالتالي تغيير المظهر).
تم YIQ كان يستخدم سابقا في NTSC (أمريكا الشمالية واليابان وأماكن أخرى) البث التلفزيوني لأسباب تاريخية. هذا النظام يخزن قيمة الإنارة مع اثنين من القيم اللّون، المقابلة تقريبا لكميات من اللون الأزرق والأحمر في اللون. وهو مشابه للمخطط YUV المستخدمة في معظم أنظمة التقاط الفيديو وفي PAL (أستراليا، أوروبا، ماعدا فرنسا، والذييستخدمSECAM) التلفزيونية، إلا أن لون الفضاء YIQيتم استدارة 33 درجة فيما يتعلق لون الفضاءYUVويتم تبدي لمحاوراللون. مخطط تيإسسي التي يستخدمها التلفزيون SECAMيتم استدارته بطريقة أخرى.
YPBPRهو نسخة مصغرة منYUV. هو الأكثر شيوعا ينظر في صورتها الرقمية، YCbCr، وتستخدم على نطاق واسع في الفيديو وبرامج ضغط الصور مثل JPEGو MPEG.
xvYCCهو لون الفيديوهات الرقمية القياسية للفضاء الدولي الجديد التي نشرتها اللجنة الانتخابية المستقلة (IEC 61966-2-4). لأنه يعتمدعلى الاتحادالدولي للاتصالاتBT.601و BT.709المعايير بل تمتد السلسلة إلى مابعد الانتخابات التمهيدية R / G / B المحددة في تلك المعايير.
HSV (Hue، والتشبعوالقيمة)، المعروف أيضا باسم HSB (Hue، والتشبعو اللمعان أو السطوع) غالبا مايستخدم من قبل الفنانين لأنه غالبا ما يكون أكثرطبيعية للتفكير في لون من حيث Hue والتشبع من حيث إضافة أو اختزال لون المكونات. HSVهو التحول من نماذج الألوان RGB ، ومكوناته وقياس الألوان بالنسبة إلى RGB نماذج الألوان التي استمدت منه.
HSL (Hue، والتشبع، وخفة/الإنارة)، المعروف أيضا باسم HLS أو HSI (Hue، والتشبع، وكثافة) مماثلة تماما لHSV ، مع إضاءة بدل اللمعان. والفرق هو أن سطوعا للون النقي يساي سطوعا لأبيض، في حين أن خفة اللون النقي يساوي خفة الرمادي المتوسط.
لون المساحات التجارية
- نظام لون مونسل
- نظام الألوان الطبيعية (NCS)

## لون المساحات لأغراض خاصة
- يتم استخدام مساحة اللونية RG في تطبيقات رؤية الحاسوب. فإنه يدل على لون الضوء (الأحمر والأصفر والأخضر وغيرها)، ولكن ليس لها كثافة.

•يتم استخدام مساحة اللونTSL (تشبع والإضاءة و Tint) فيكشف الضوء ولمعانه.

## مساحات من الألوان انتهى استخدامها
كان لون المساحات في وقت مبكر عنصرين. اتجهت إلى حد كبير
للضوء الأزرق لأن التعقيد لعملية إضافة 3 عناصر تقدم سوى زيادة طفيفة في الدقة بالمقارنة مع الانتقال من أحادية اللون إلى لون ثنائي المكونات.